# Euserica mulsanti
Euserica mulsanti es un coleóptero de la subfamilia Melolonthinae.

## Distribución geográfica
Habita en la España peninsular y quizá en Portugal.